# Mercenarii universului
Mercenarii universului (în engleză Firefly) este un serial TV american western științifico-fantastic creat de regizorul și scenaristul Joss Whedon și produs de Mutant Enemy Productions. A avut premiera TV la 20 septembrie 2002 pe canalul Fox.
În film apar Nathan Fillion, Gina Torres, Alan Tudyk, Morena Baccarin, Adam Baldwin, Jewel Staite, Sean Maher, Summer Glau și Ron Glass. Whedon a prezentat serialul astfel: „nouă oameni care se uită în întunericul spațiului și văd nouă lucruri diferite”.
Mercenarii universului a avut premiera în S.U.A. pe rețeaua Fox la 20 septembrie 2002. Până la jumătatea lunii decembrie, Mercenarii universului a avut o medie de 4,7 milioane de telespectatori per episod și a ocupat locul 98 conform ratingului Nielsen. A fost anulat după ce au fost difuzate doar 11 episoade din cele 14 produse. În ciuda duratei de viață relativ scurte a seriei, a fost foarte bine vândut când a fost lansat pe DVD și are campanii mari de sprijin ale fanilor. A primit Premiul Emmy pentru cele mai bune efecte vizuale în 2003. TV Guide a clasat serialul pe locul 5 pe lista lor din 2013 cu 60 de seriale care au fost „anulate prea repede”.
Succesul de după difuzarea emisiunii i-a determinat pe Whedon și pe cei de la Universal Pictures să producă Serenity, un film din 2005 care continuă povestea din serial. De asemenea franciza Firefly s-a extins în alte medii, inclusiv benzi desenate și un joc de rol omonim.

## Povestea
Acțiunea serialului are loc în viitor, în anul 2517, pe numeroase planete și sateliți. Serialul nu dezvăluie dacă toate aceste corpuri cerești sunt în cadrul unui sistemului stelar, dar specifică că nava Serenity are un sistem de propulsie gravitațional. Din filmul Serenity reiese clar faptul că toate planetele și sateliții sunt într-un mare sistem stelar, iar pe baza documentelor de producție referitoare la film se deduce că nu există nici o deplasare mai rapidă decât viteza luminii în acest univers. Ocazional, personajele se referă la Pământul-care-a fost, iar din film rezultă că, în urmă cu mult timp înainte de evenimentele din serial, o populație numeroasă a emigrat de pe Pământ către un nou sistem stelar în nave tip generație:Pământul-care-a fost nu a mai putut susține populația noastră, eram așa de mulți. Emigranții s-au stabilit în acest nou sistem stelar, cu& zeci de planete și sute de sateliți. Multe dintre acestea au fost terraformate, un proces prin care o planetă sau un satelit este schimbat ca să semene cu Pământul. Procesul de teraformare a fost doar primul pas spre a face o planetă locuibilă, cu toate acestea, așezări periferice de cele mai multe ori nu au primit niciun alt sprijin în construirea civilizațiilor lor. Acest lucru a dus ca multe dintre planetele și sateliții de frontieră să devină medii interzise, uscate, foarte bine-potrivite pentru acest gen de film Western.

## Distribuție

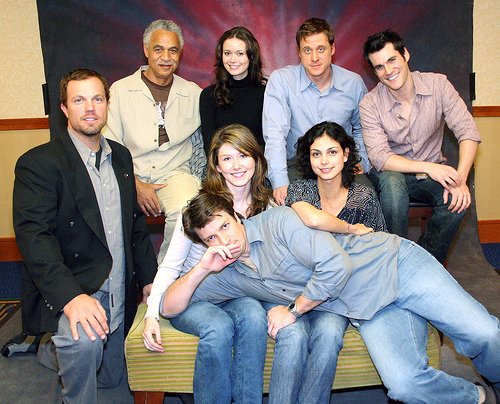
Distribuția serialului

- Nathan Fillion  - Malcolm Reynolds, căpitanul navei Serenity
- Gina Torres - Zoë Alleyne Washburne,  al doilea la comandă
- Alan Tudyk - Hoban "Wash" Washburne,  pilotul navei, întotdeauna optimist, este căsătorit cu Zoe.
- Morena Baccarin - Inara Serra
- Adam Baldwin - Jayne Cobb – un mercenar
- Jewel Staite - Kaywinnet Lee "Kaylee" Frye, mecanicul navei[9][10]
- Sean Maher - Simon Tam – un chirurg traumatologic de prim calibru
- Ron Glass - pastorul Derrial Book

## Episoade
1. «Serenity» 	 - 20  decembrie 2002
2. «The Train Job» 	 - 20 septembrie 2002
3. «Bushwhacked» 	 - 27 septembrie 2002
4. «Shindig» 	 - 1 noiembrie  2002
5. «Safe» 	 - 8 noiembrie 2002
6. «Our Mrs. Reynolds» 	 - 4 octombrie 2002
7. «Jaynestown» 	 - 18 octombrie 2002
8. «Out of Gas» 	 - 25 octombrie 2002
9. «Ariel» 	 - 15 noiembrie 2002
10. «War Stories» 	 - 6 decembrie 2002
11. «Trash» 	 - 28 iunie 2003
12. «The Message» 	 - 15 iulie 2003
13. «Heart of Gold» 	  - 19 august 2003
14. «Objects in Space» - 13 decembrie 2003